# مقلس
مقلس (به عربی: مقلس) یک روستا در سوریه است که در استان حمص واقع شده‌است. مقلس ۳۷۵ نفر جمعیت دارد و ۸۰۰ متر بالاتر از سطح دریا واقع شده‌است.